# شورو ناگاشی

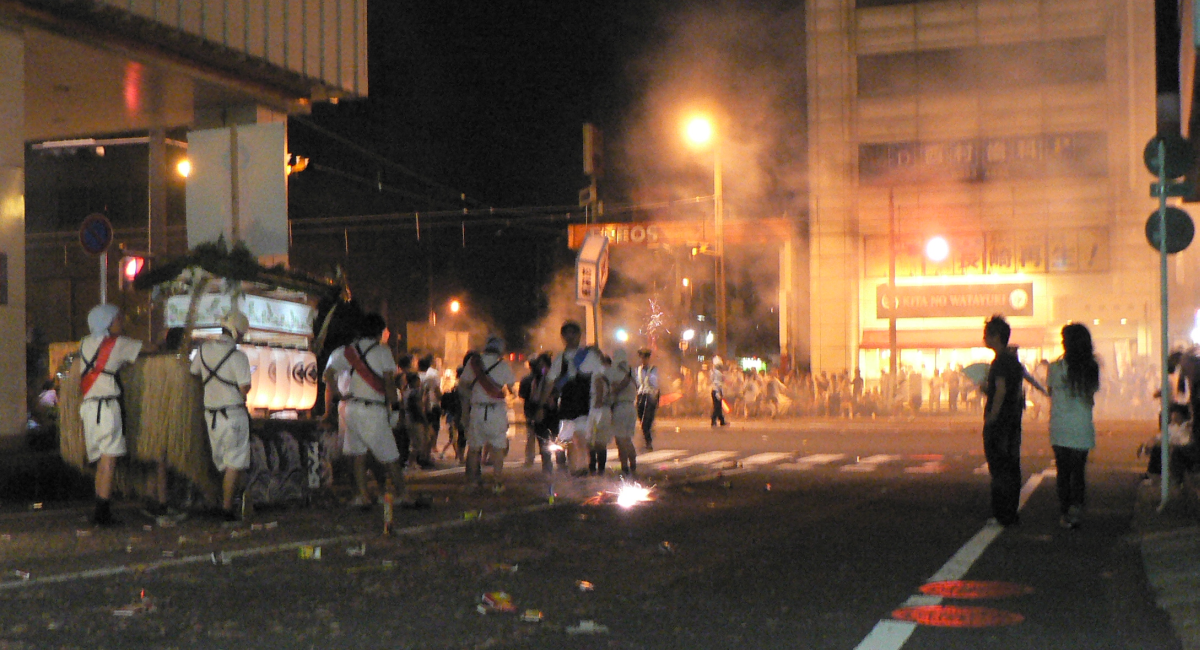

شورو ناگاشی (به ژاپنی: 精霊流し Shōrō nagashi) به معنی مراسم گذاشتن جسم روشن در آب روان مراسمی است در ژاپن که به روزهای اُبُن مربوط است. هدف از گذاشتن چیزهایی مانند فانوس یا شمع روشن در آب احترام به ارواح مردگان و استقبال از آنها است. این اعتقاد وجود دارد که وقتی ارواح در روزهای اُبُن به این دنیا می‌آیند باید برای مشایعت آنها چیزهای روشنی مانند شمع را در محفظه‌ای گذاشت و در آب جاری انداخت تا با جریان آب برده شود. بعضی معتقدند که روح رفتگان در نزدیکی همان شمع یا فانوس روشن که در آب جاری در حرکت است حضور دارند. این مراسم موقع غروب با حرکت تعداد زیادی گوی روشن شناور در آب اجرا می‌شود. بعضی می‌گویند این گوی‌های روشن که در آب در حال حرکت هستند مقدس می‌باشند و بعضی از مردم موقع قرار دادن آنها در روی آب دست‌های خود را به هم چسبانده و دعا می‌خوانند و شادی رفتگان خود را آرزو می‌کنند. این مراسم در تمام روزهای اُبُن در شهر ناگاساکی در استان ناگاساکی و در شهر کیوتو برگزار می‌شود. مراسم شهر ناگاساکی بسیار مشهور است.